# Alma, Sibiu
Alma este satul de reședință al comunei cu același nume din județul Sibiu, Transilvania, România.

## Istoric
Satul Alma este menționat începând cu anul 1317 în forma possessio Almas,
terra seu possessio Almas (1325), Almaas (1446), Szászalmás (1760-1762 – în
conscripția Buccow), Szász (Kis) Almás, Almáschken, Almas (1854 - în Buletinul Guberniului Provinciale pentru Marele Principat Transilvania), Kűkűllöalmás (1913 – în Magyaroszág – A magzar szent korona országainak helységnévtára – Indicatorul localităților din țările
sfintei coroane maghiare).  

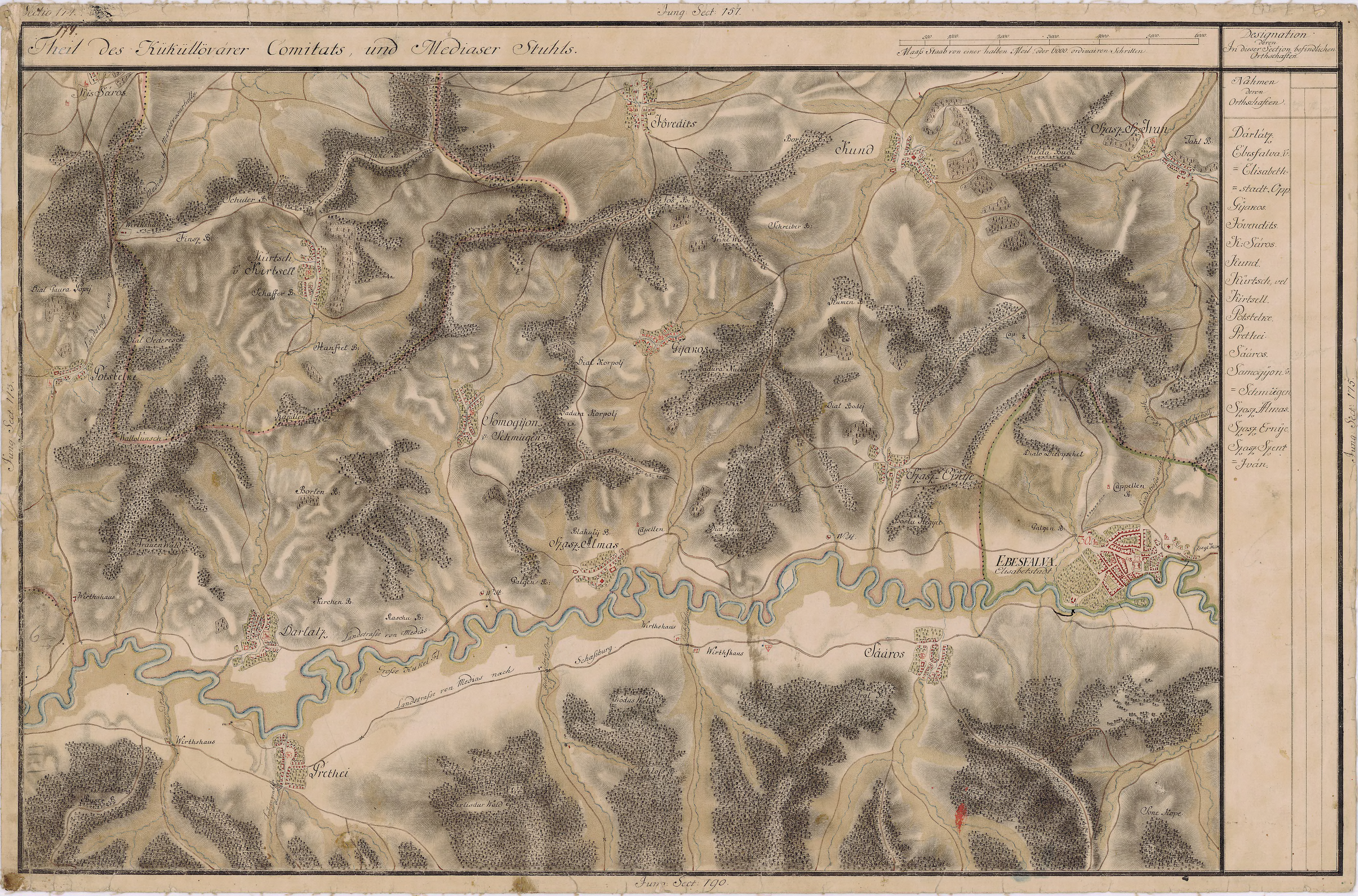
Alma în Harta Iosefină a Transilvaniei, 1769-73

Oiconimul Alma cu care este desemnat satul este extrem de răspândit pe
teritoriul Transilvaniei, în special în forma Almaș (Háromalmás), Almaș-Iratoș (Almásiratos) – județul Arad, Almașu (Váralmás) –
județul Sălaj, Almaș-Săliște (Almásszelistye), Almașu Mic (Keresztényalmás),
Almașu Mic de Munte (Kisalmás), Almașu Sec (Szárazalmás), Almășel (Almasel) – județul Hunedoara, Almașu de Mijloc (Középalmás), Almașu Mare
(Nagyalmás) – județul Alba, Almașu Mare (Kozmaalmás), Almașu Mic (Szóvárhegy) – județul Bihor. Există sate
cu denumiri actuale diferite, menționate în documentele medievale cu derivate
ale oiconimului Alma: Almakerék (Mălâncrav - județul Sibiu), Almamezö
(Hidișelul de Jos – județul Bihor). În cartea sa dedicată începutului
colonizării sașilor în Transilvania, Thomas Nägler, referindu-se la oiconimul
cu care este desemnat satul Alma Vii (Almen),
consideră că termenul Alma ar deriva din germanul alm, cu semnificația ulm.
Desigur această explicație este acoperitoare pentru acele părți ale
Transilvaniei unde au fost colonizați sașii. Conform lingvistului Iorgu Iordan,
oiconimul Alma are semnificația măr (mag. almá = măr, almás = merișor,
livadă cu meri). 

## Lăcașuri de cult

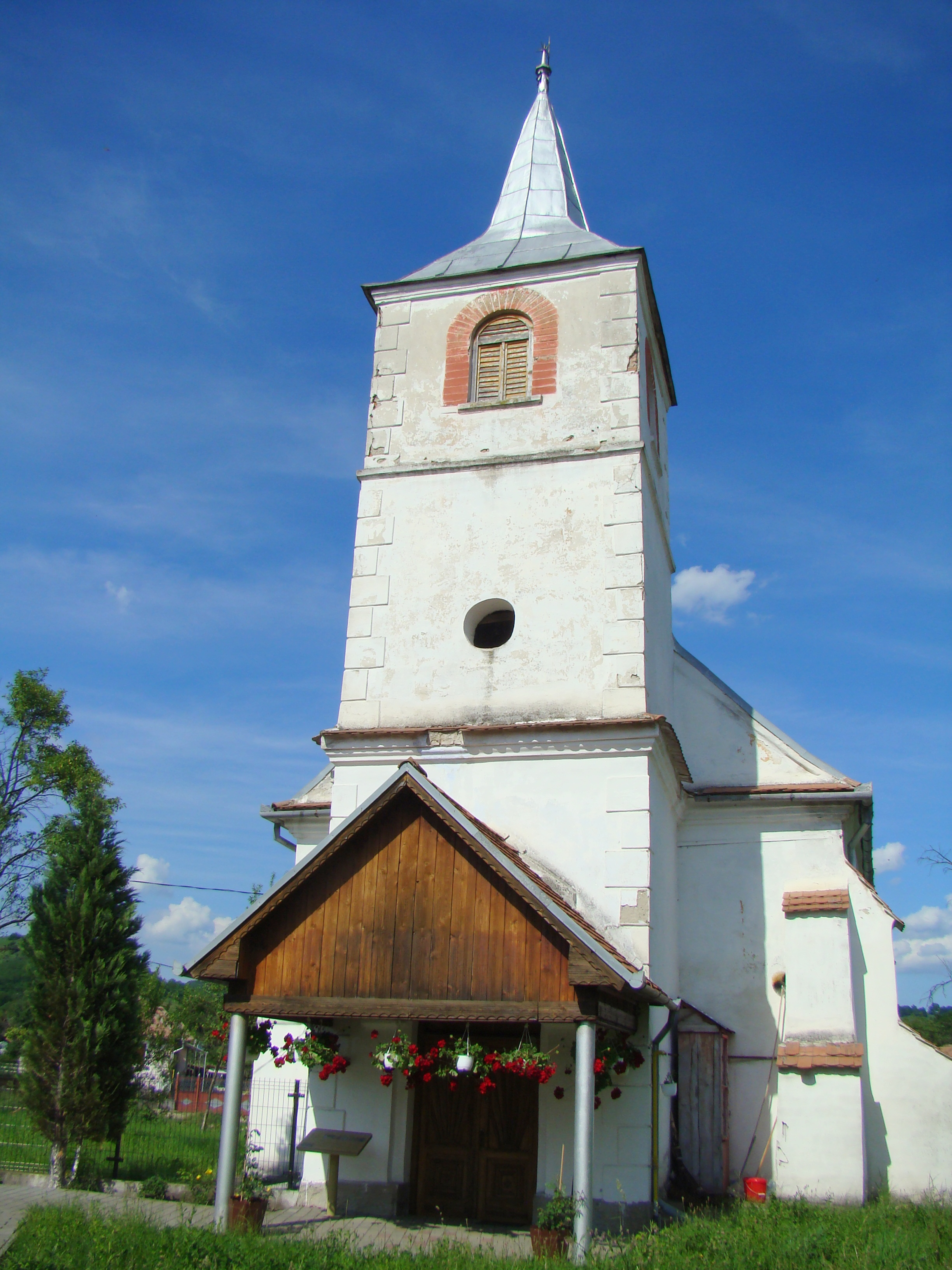
Biserica reformată (secolul XV)

În acest sat se află o biserică-sală, în stil gotic, înscrisă pe lista Monumentelor Istorice din județul Sibiu / 1991, la poziția 33B, nr. 224.

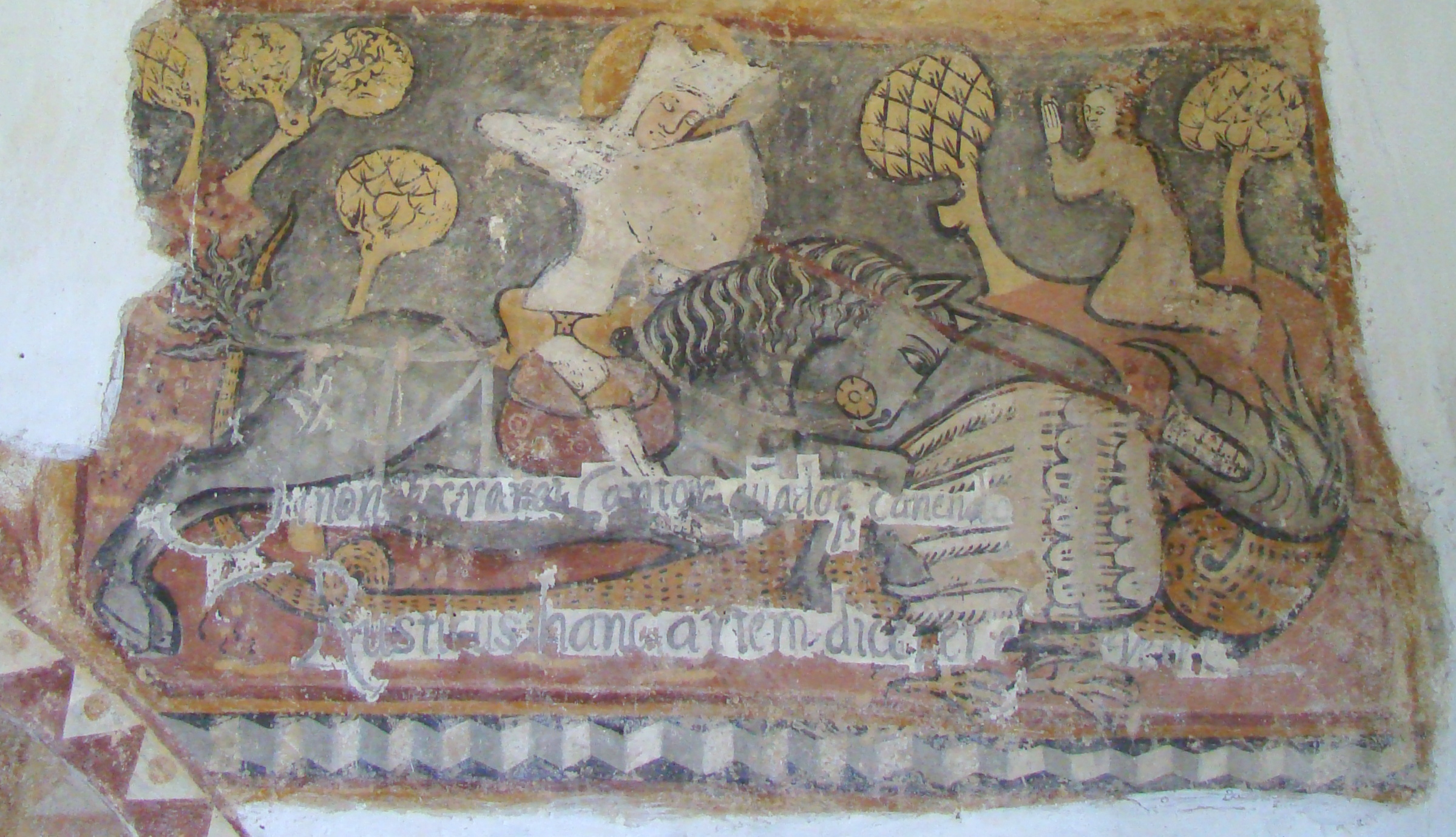
Sfântul Gheorghe doborând balaurul

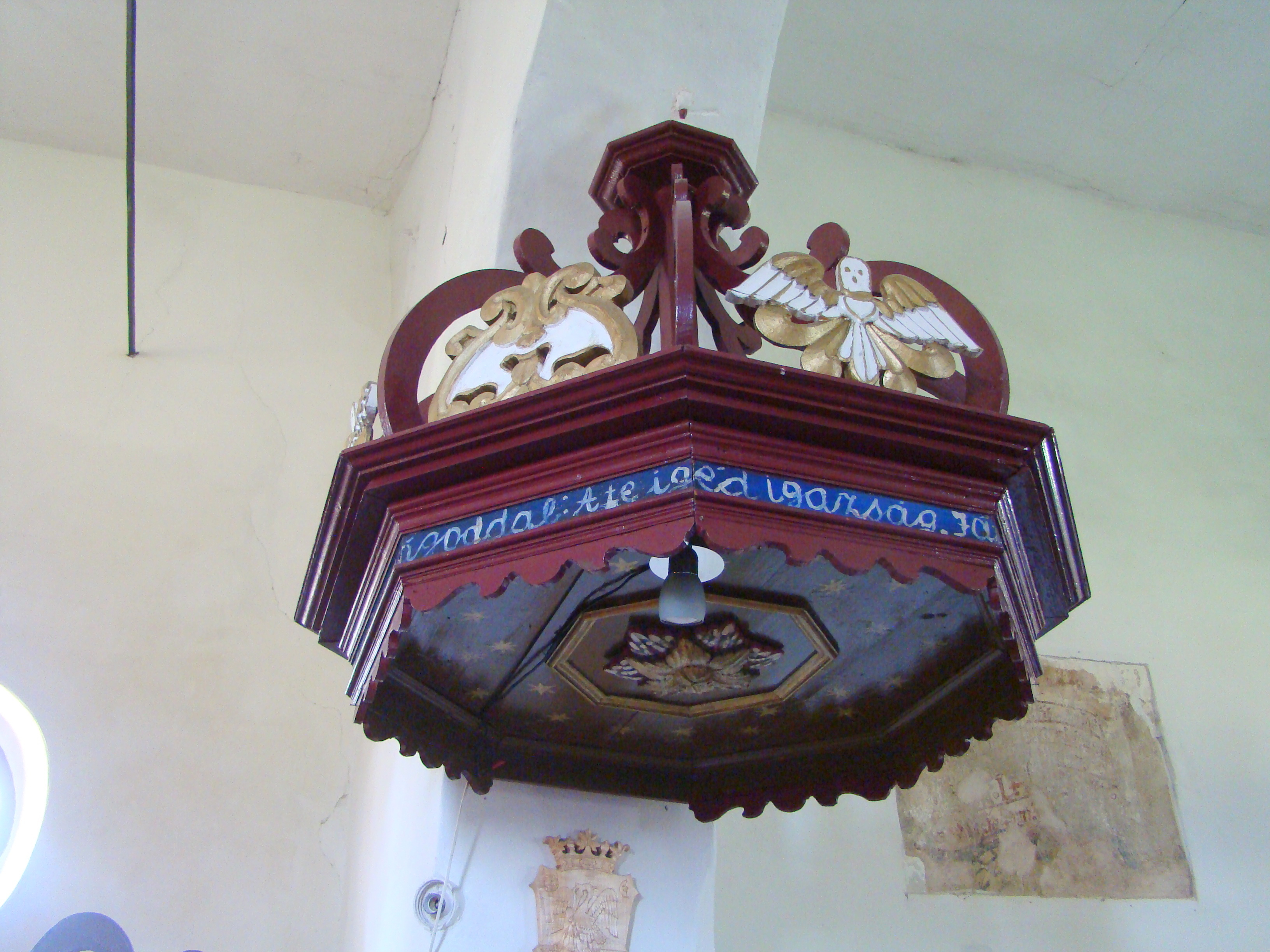
Coroana amvonului

Lăcașul de cult folosit de enoriașii calvini este o biserică monument istoric construită de sașii catolici, foarte probabil în a doua jumătate a secolului al XIV-lea sau în prima jumătate a secolului al XV-lea, pentru nevoile lor religioase. Tavanul poartă inscripția fragmentară Templum hoc sacrum exfundatum est a fundamento an: 1502…, care nu indică anul construcției, așa cum s-a crezut, ci mai curând data uneia dintre nenumăratele renovări. 
Pentru construirea acestui lăcaș de cult s-a folosit piatră de râu și cărămidă arsă, iar pentru acoperiș, inițial șindrila și ulterior țigla. Biserica, realizată în stil gotic, este simplă, cu o navă de dimensiuni mici, terminată cu un altar semicircular. Întreaga construcție a fost întărită cu nouă contraforți, fiecare având două trepte. Pentru iluminarea interiorului au fost amenajate patru ferestre pentru naos, câte două pentru fiecare parte laterală, și două pentru altar. Ferestrele sunt specifice stilului gotic, înguste și înalte, însă terminate în partea superioară nu în arc frânt, ci semirotunjit, dovada intervenției ulterioare asupra bisericii. Spațiul ferestrelor este divizat în șase registre. Turnul patrulater al bisericii a fost adăugat în anul 1907, renunțându-se la clopotnița din lemn aflată în vecinătate, în partea vestică. A fost așezat deasupra intrării în biserică și are patru ferestre, rotunjite în partea superioară, câte una pentru fiecare latură. Pridvorul de la intrarea în biserică este de dată recentă. 
Interiorul bisericii a fost inițial acoperit cu fresce. Din ele se păstrează urme greu descifrabile. Pe paramentul sudic al corului erau vizibile urmele unei fresce reprezentând scena biblică a luptei Sfântului Gheorghe cu balaurul și câteva figuri de sfinți greu identificabili. Valoarea artistică a picturilor a fost evocată de istoricul de artă Vasile Drăguț . Pe paramentul de nord al corului existau fragmentele unei inscripții, probabil din secolul al XV-lea. Alte inscripții fragmentare indică, probabil, momente ale refacerii bisericii. În afara inscripției mai sus amintită, cu anul 1502, există pe tavanul navei altă inscripție, care menționează anul 1796. Dacă cele două date reprezintă momente ale unor renovări este dificil de demonstrat, însă există documente scrise care indică o renovare certă, realizată cu sprijinul contelui Sigismund Bánffy de Losoncz, proprietarul unei părți semnificative a terenului agricol al Almei. Reparații mai recente s-au făcut în 1957 și 1979, cu sprijinul credincioșilor din parohia reformată. 
Data preluării bisericii sașilor de către comunitatea calvină nu este cunoscută cu certitudine. Este greu de spus dacă, înainte de a părăsi Alma, sașii s-au convertit sau nu la luteranism. În Series Pastorum 1990/2 Die Pfarrer der evangelischen Gemeinden A.B. in der Rumänischen Volksrepublik von der Reformation bis zur Gegenwart nu este amintit numele vreunui preot evanghelic din comunitatea din Alma. Comunitățile vecine îmbrățișaseră luteranismul la mijlocul și în a doua jumătate a secolului al XVI-lea. Cert este că, o dată cu pătrunderea ideilor reformei religioase, comunitatea luterană săsească sau cea calvină maghiară a acoperit cu mortar frescele cu care era decorat interiorul lăcașului de cult, în dorința lor de sobrietate și austeritate. 
Amvonul din piatră sculptată datează din secolul al XIV-lea. Coroana lui a fost realizată în 1796 și repictată în 1932. În anul 1718, s-a renunțat la boltirea navei în favoarea unui tavan casetat. Tot din același an, 1718, datează corul, destinat bărbaților care participau la slujbele religioase, construit din lemn și pictat cu motive florale. Cel mai vechi obiect de cult era un potir realizat de meșterii sibieni în secolul al XV-lea. Alte piese destinate serviciului divin sunt de dată recentă.

## Școala
Școala de stat a funcționat de la înființarea sa, în 1919, într-o clădire închiriată, aflată la periferia satului. Clădirea avea o singură încăpere, era lipsită de dependințe, ceea ce îngreuna destul de mult procesul de învățământ. Nu exista un spațiu pentru depozitarea materialului didactic, achiziționat după multă stăruință pe lângă autorități sau confecționat de învățători împreună cu elevii lor. Deși localul era necorespunzător, se făceau eforturi pentru întreținerea și igienizarea lui. Într-un proces verbal din 22 octombrie 1926 se nota că în sala de clasă este ordine și curățenie, iar padimentul este proaspăt uleiat . 
Pentru că satul se întindea pe o lungime de doi kilometri, era dificil pentru copii mici să meargă la școală. Din acest motiv, încă din 1926 se semnala nevoia urgentă de a se edifica un nou local pentru școală. Prin aplicarea legii de reformă agrară din 1920-1921 a fost expropriate două terenuri intravilane din proprietatea moșierului Kabos Francisc, aflate în zona centrală a satului, cu scopul de a se construi o clădire destinată învățământului, însă începerea lucrărilor a fost amânată din lipsă de fonduri. În 1927, școala s-a mutat în centrul satului, într-o clădire rechiziționată de la moșierul Kabos Francisc , numită Casa florilor, pentru că a fost folosită o vreme de proprietar pentru îngrijirea florilor în anotimpul rece. Casa florilor - care este astăzi sediul primăriei Alma - oferea școlarilor două săli de clasă, curate și luminoase, cu spațiu relativ suficient pentru desfășurarea procesului didactic în perioada imediat următoare primului război mondial. Un proces verbal din 22 februarie 1928 semnalează că a început construcția unui nou local pentru școală. Clădirea a fost finalizată parțial în anul 1930. Elevii s-au mutat în școala nouă, care avea cancelarie, hol și două săli de clasă cu toate dotările necesare desfășurării activității didactice. Cea de-a treia sală a rămas în construcție multă vreme. Un subinspector școlar semnala, în 27 martie 1940, că ar fi necesare trei săli de clasă, pentru că cele două încăperi nu pot cuprinde toți elevii obligați a cerceta școala. Se impune deci în mod imperios, luarea măsurilor necesare pentru terminarea sălii a III-a, a cărei construcție a început de mai înainte și care, din cauza intemperiilor, începe a suferi, cauzând chiar pagube însemnate . Cea de a treia sală de clasă a fost finalizată în vara anului 1943. În 1944 i s-a dat întrebuințarea vremelnică de cantină pentru elevii și profesorii refugiați din Moldova, care au locuit în Alma câteva luni. Clădirea școlii a fost folosită timp de 24 de ore, în septembrie 1944, de comandamentul armatei rusești, aflată în trecere prin localitate. În urma scurtei vizite rusești au dispărut exponate din muzeul școlar, banii Cooperativei școlare și alte obiecte care nu au mai putut fi recuperate. 
Îngrijirea curții școlii a fost o preocupare constantă a învățătorilor și elevilor. Inspectorii școlari au remarcat multitudinea florilor și grădina cu zarzavaturi. Clădirea veche a școlii, renovată recent, este folosită în prezent pentru cursurile școlii primare. Are o suprafață de 258 mp, trei săli de clasă, cancelarie și anexă. 
În anul 1938 a fost edificată o construcție cu destinația locuință pentru directorul școlii. Ea nu era finalizată în anul 1940 și o parte se degradase deja din cauza ploilor. Vizita la notar și la primarul Almei a directorului școlii, Dumitru Radu, a fost urmată de promisiunea unui sprijin financiar pentru finalizarea locuinței. 
Din 1948, ciclul gimnazial și-a desfășurat activitatea în clădirea fostului conac al lui Kabos Francisc din zona centrală a satului. Construită în a doua jumătate a secolului al XIX-lea, clădirea a fost reparată capital și modernizată în anul 1995. Are o suprafață utilă de 317 mp, patru săli de clasă, două holuri, o cancelarie, biroul conducerii și arhivă pentru păstrarea documentelor.

## Vezi și
- Biserica reformată din Alma

## Imagini

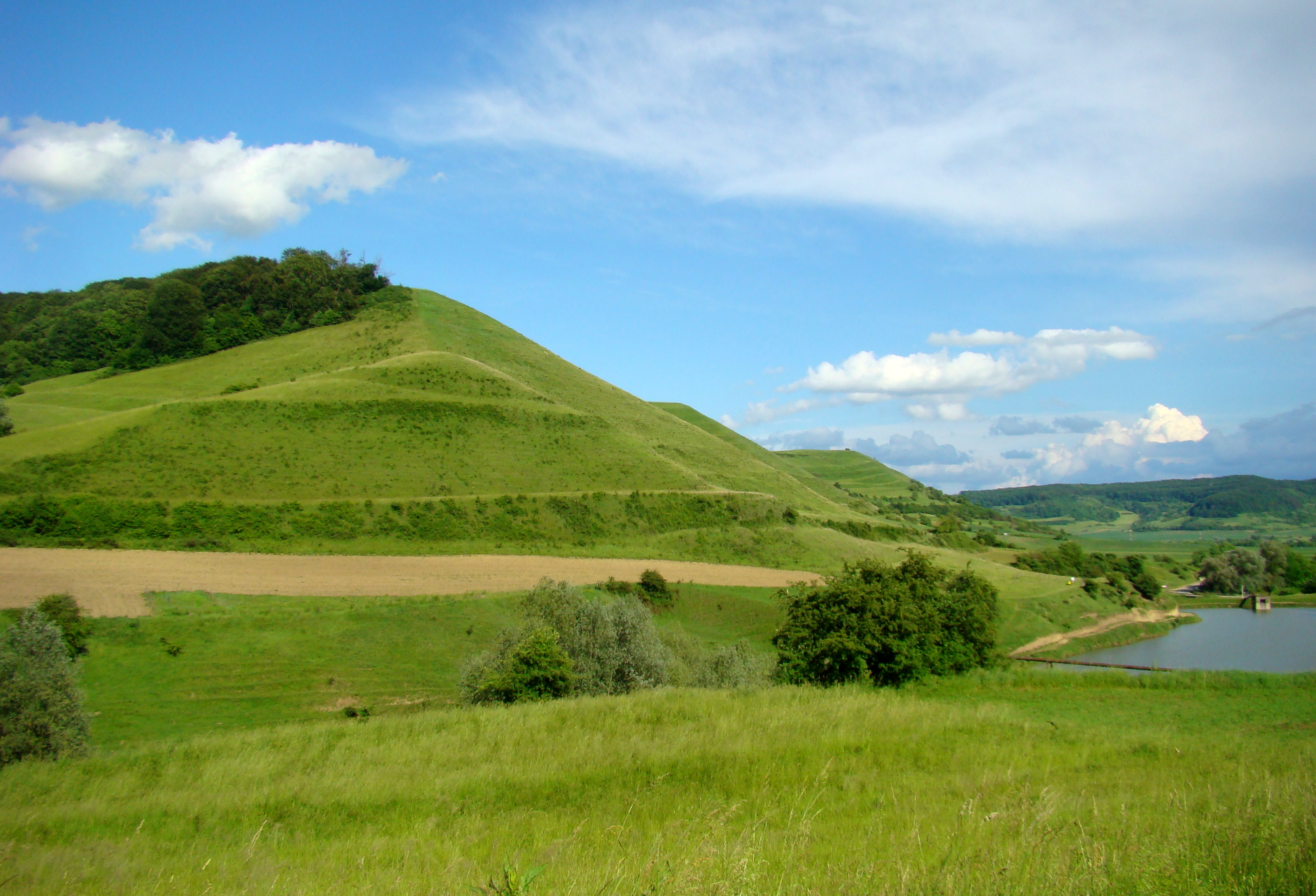
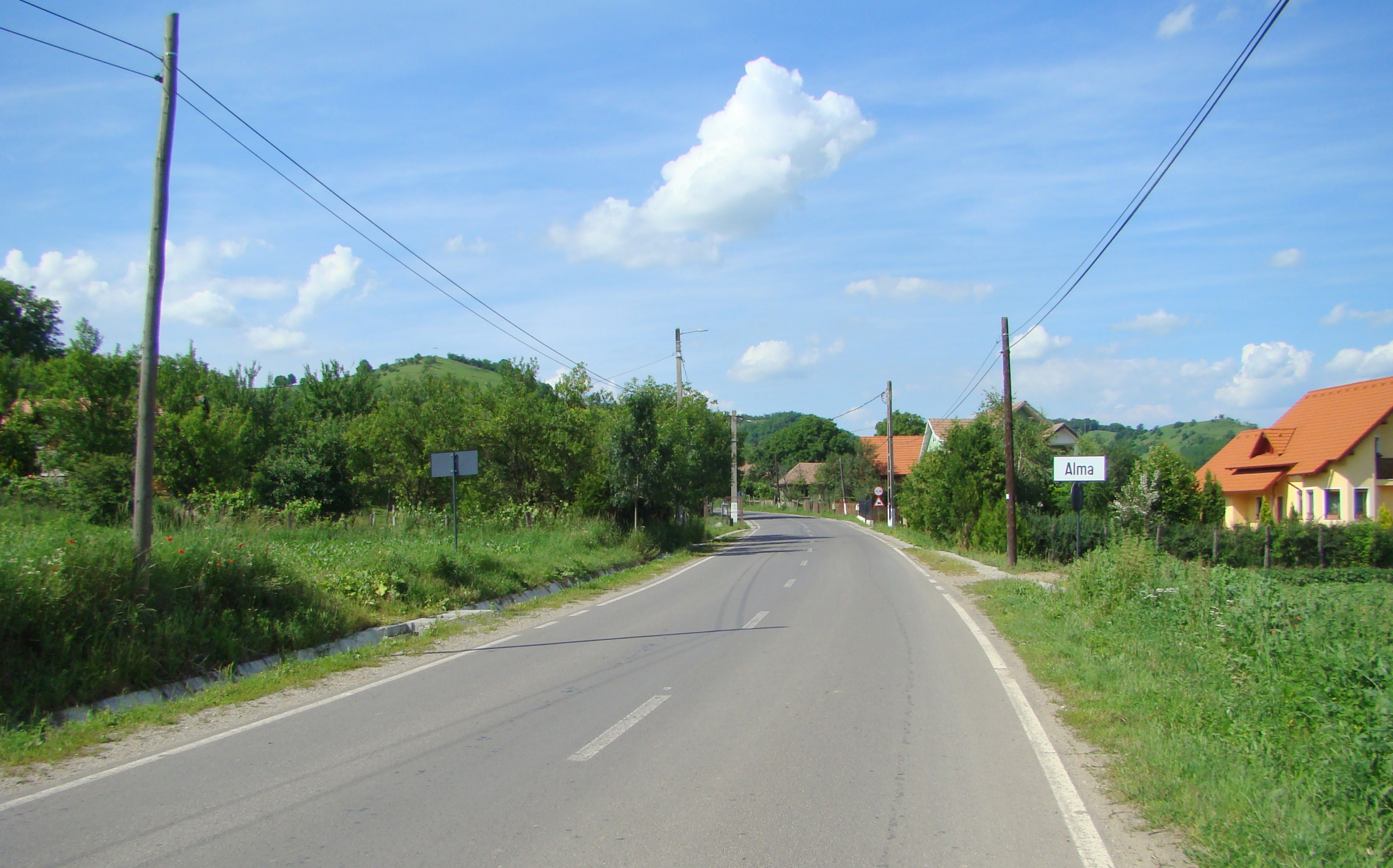
Intrarea în localitate
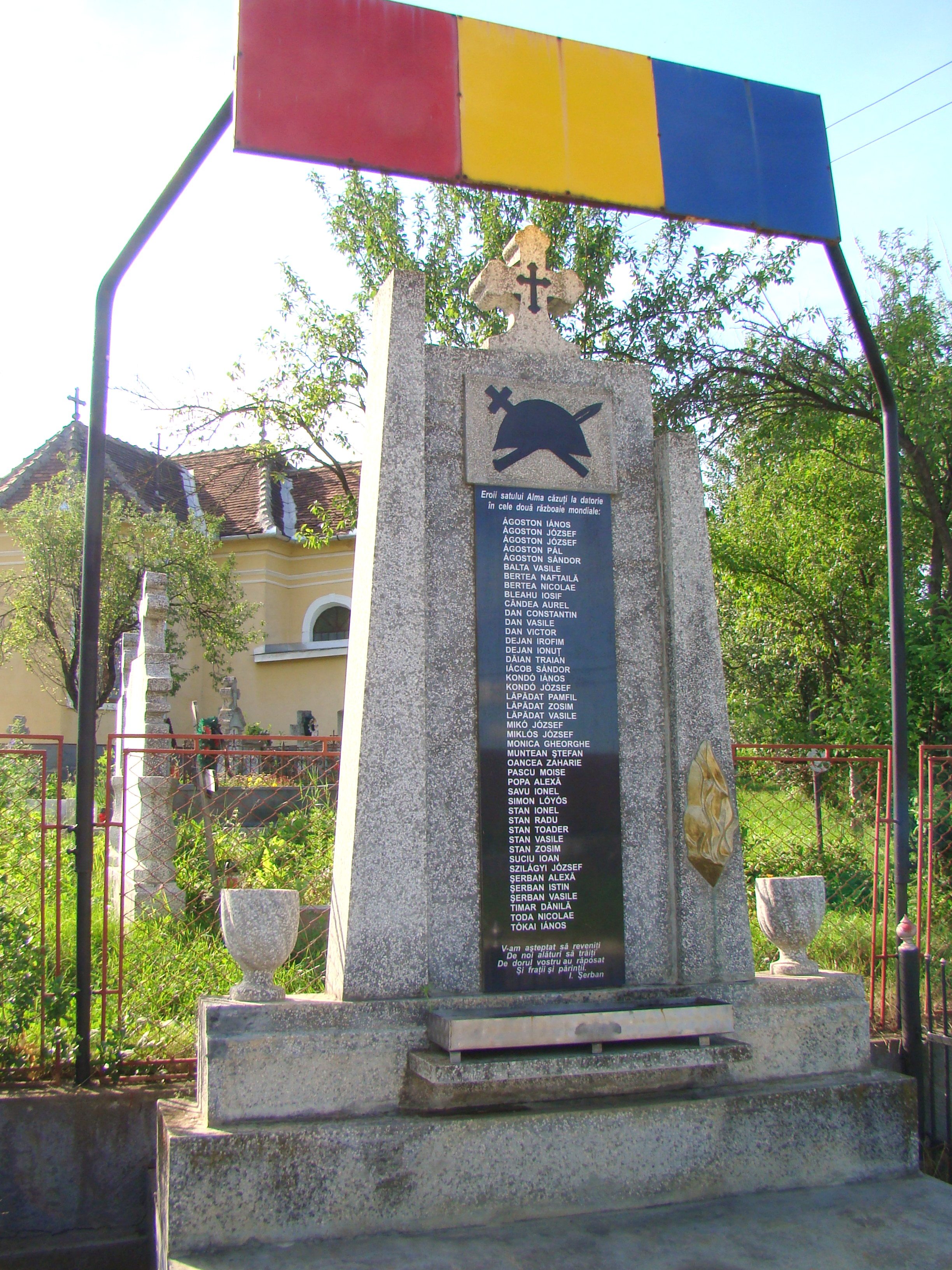
Monumentul eroilor
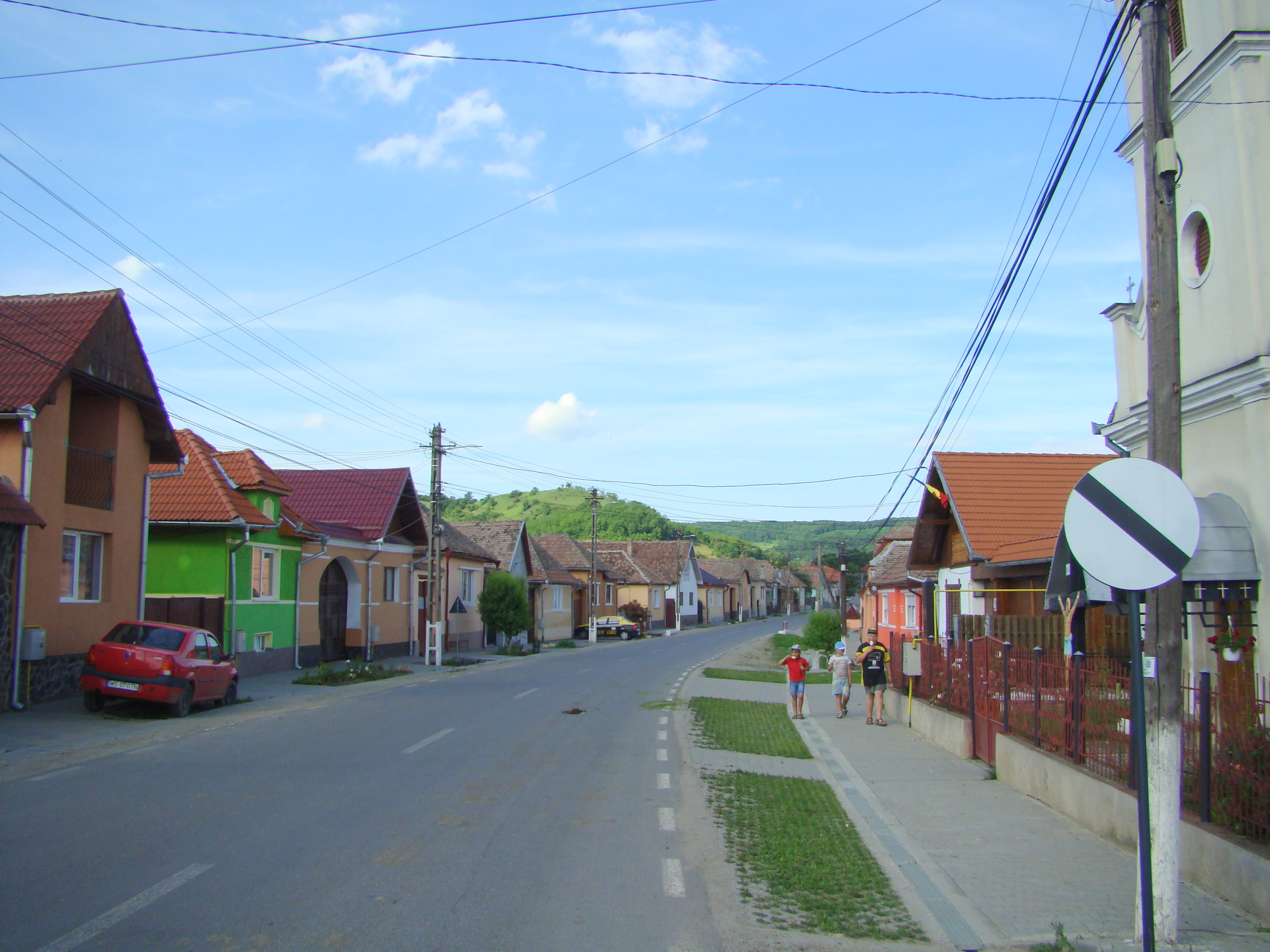
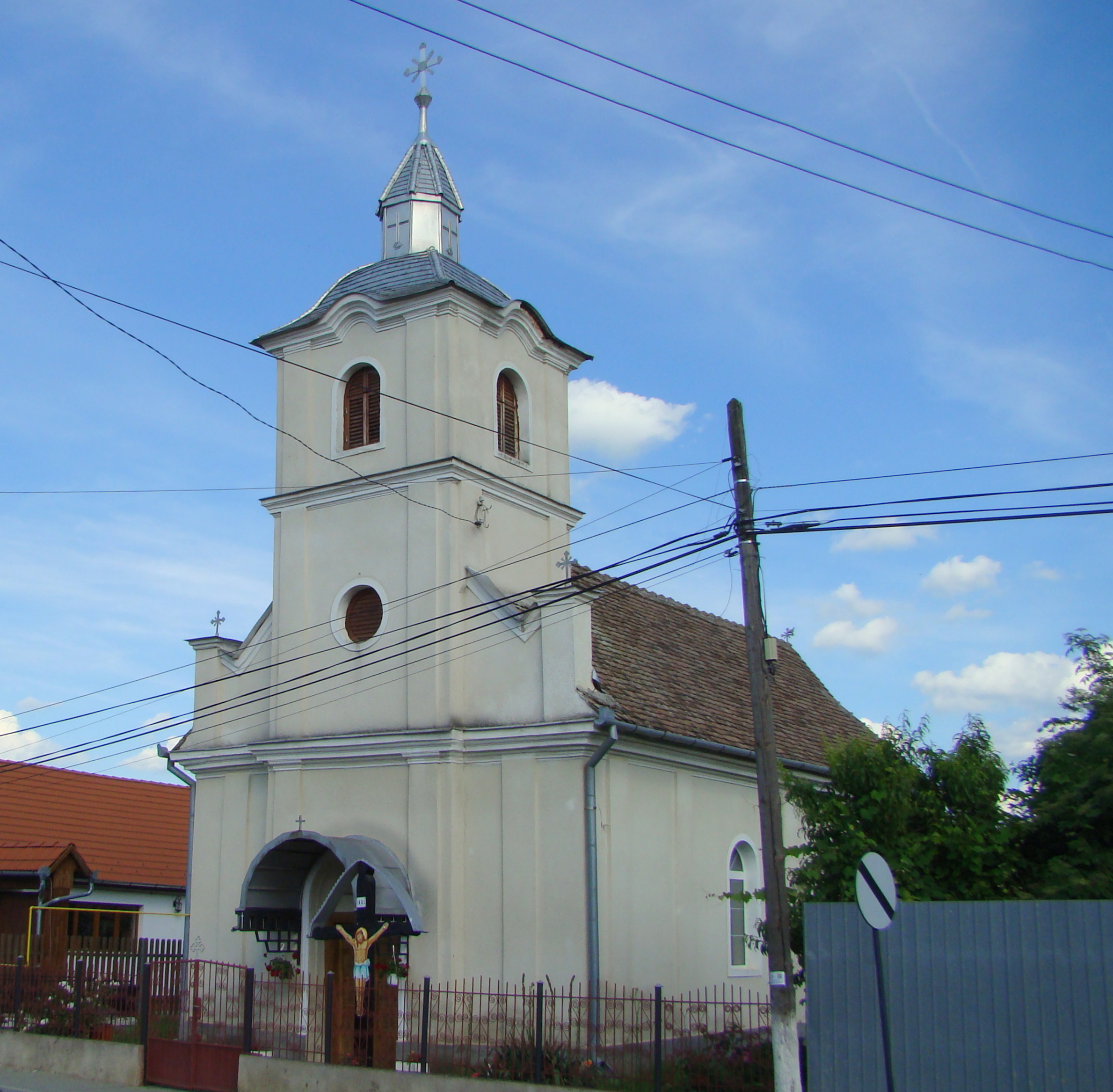
Biserica „Sfânta Treime”, fostă greco-catolică (1903)
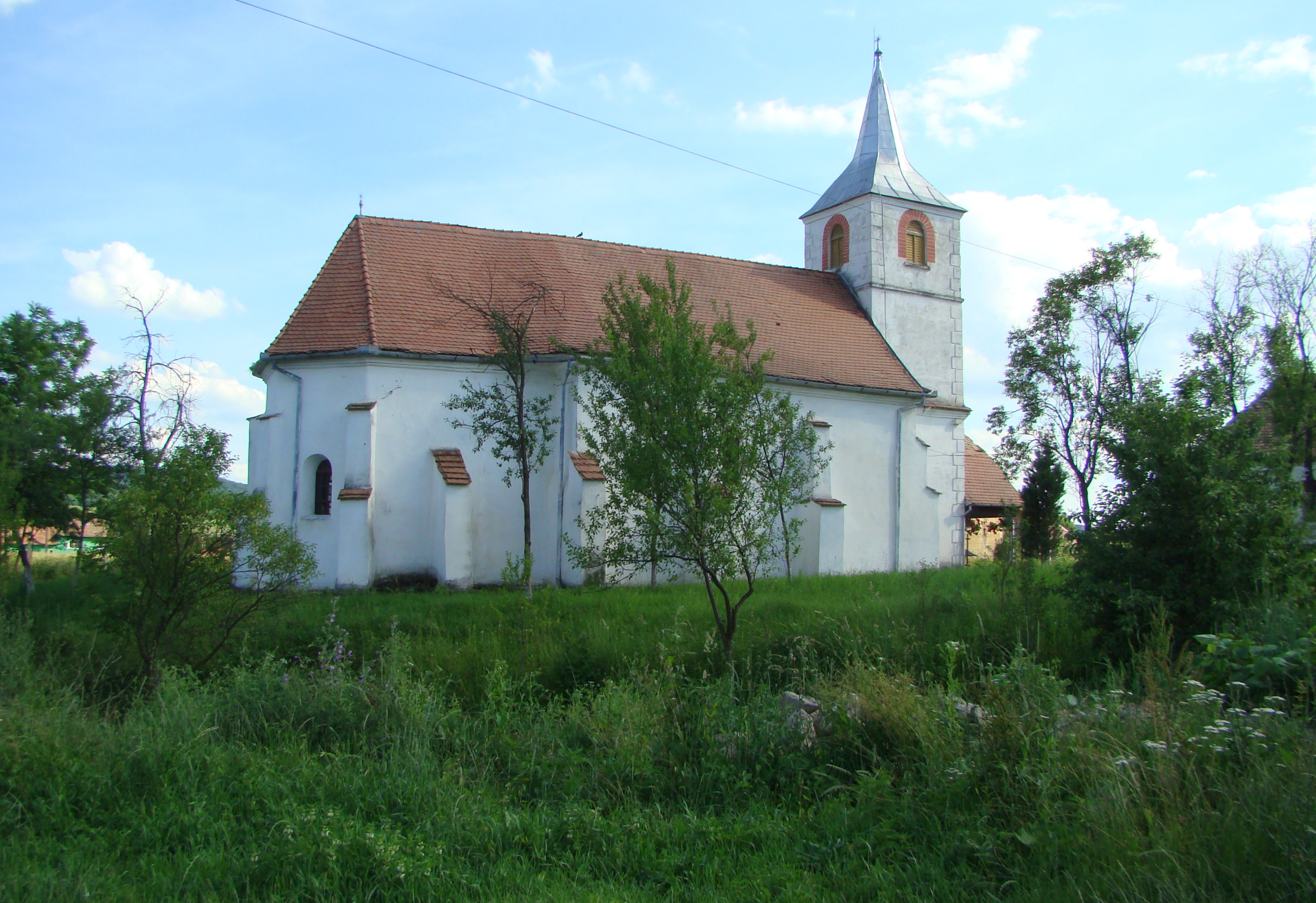
Biserica reformată (secolul XV)
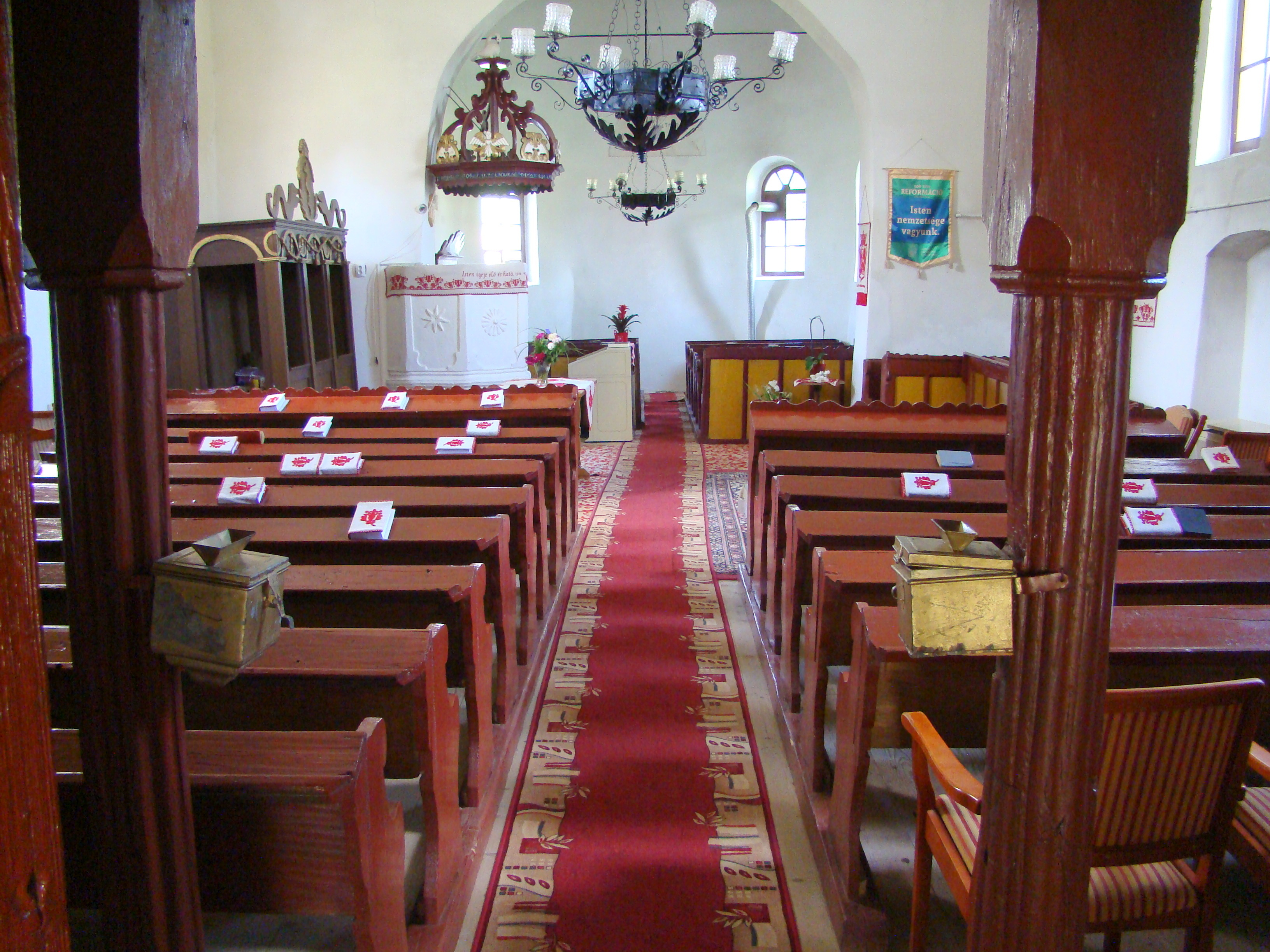
Biserica reformată (monument istoric)
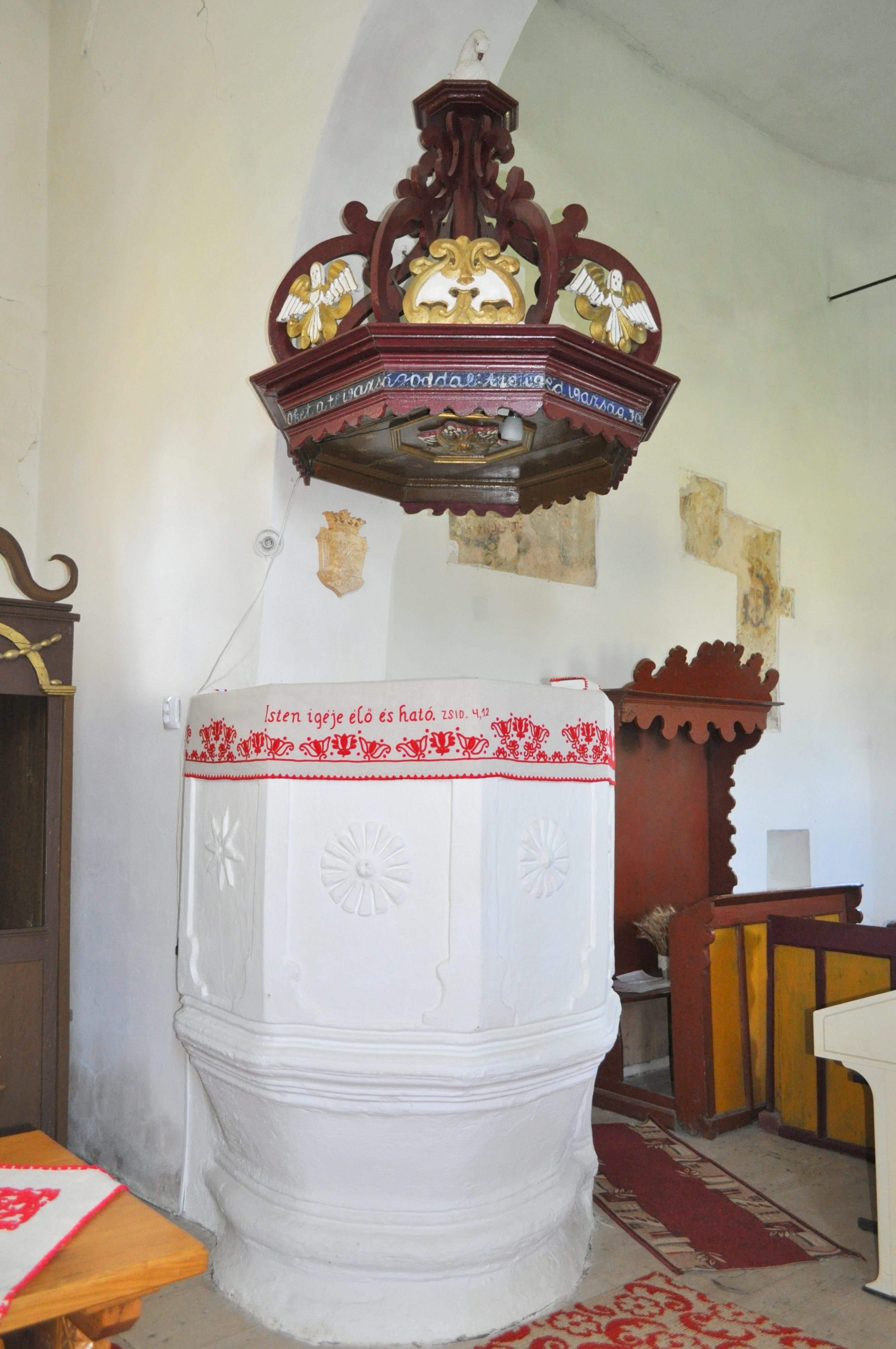
Amvonul
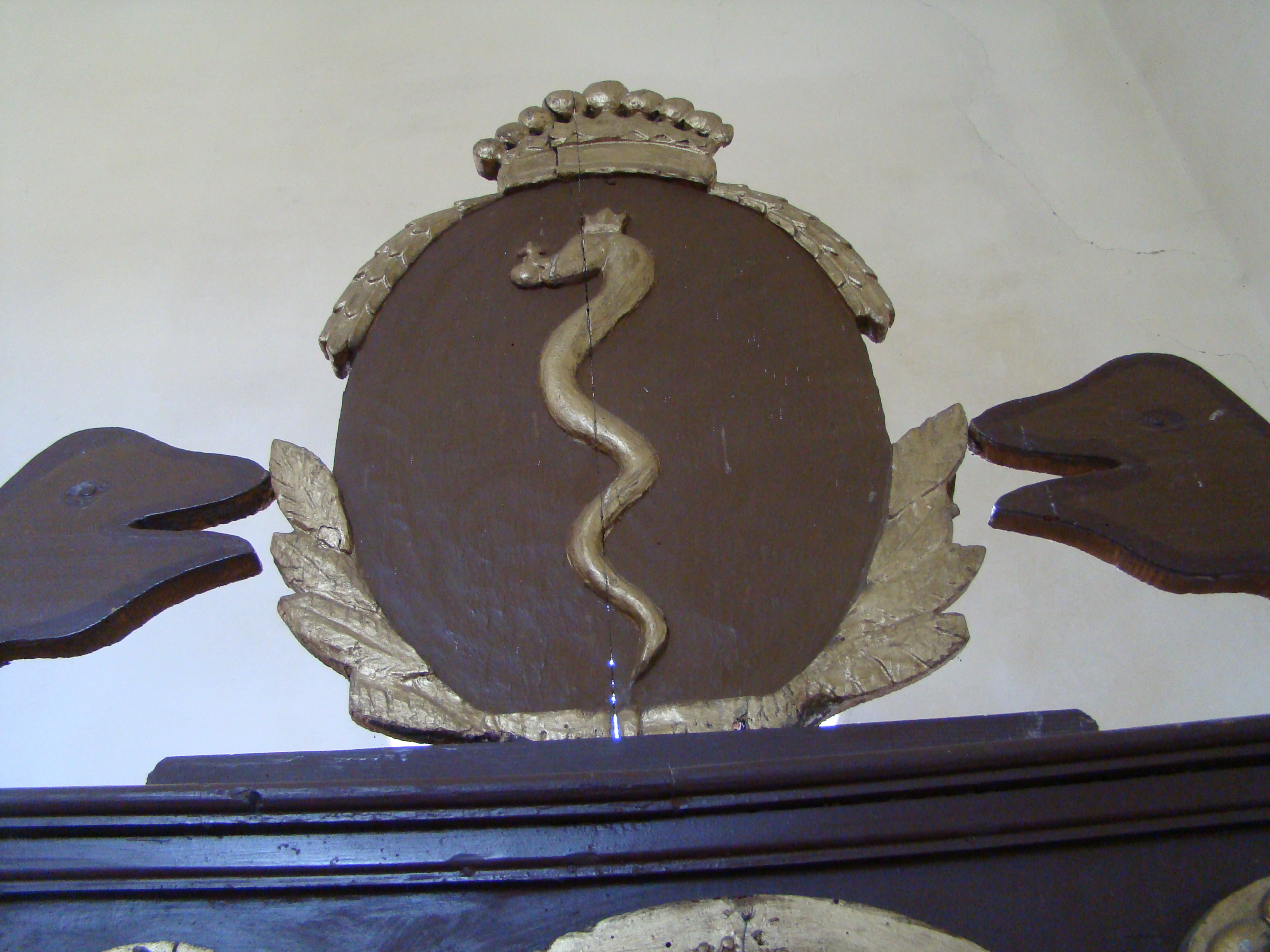
Blazon nobiliar
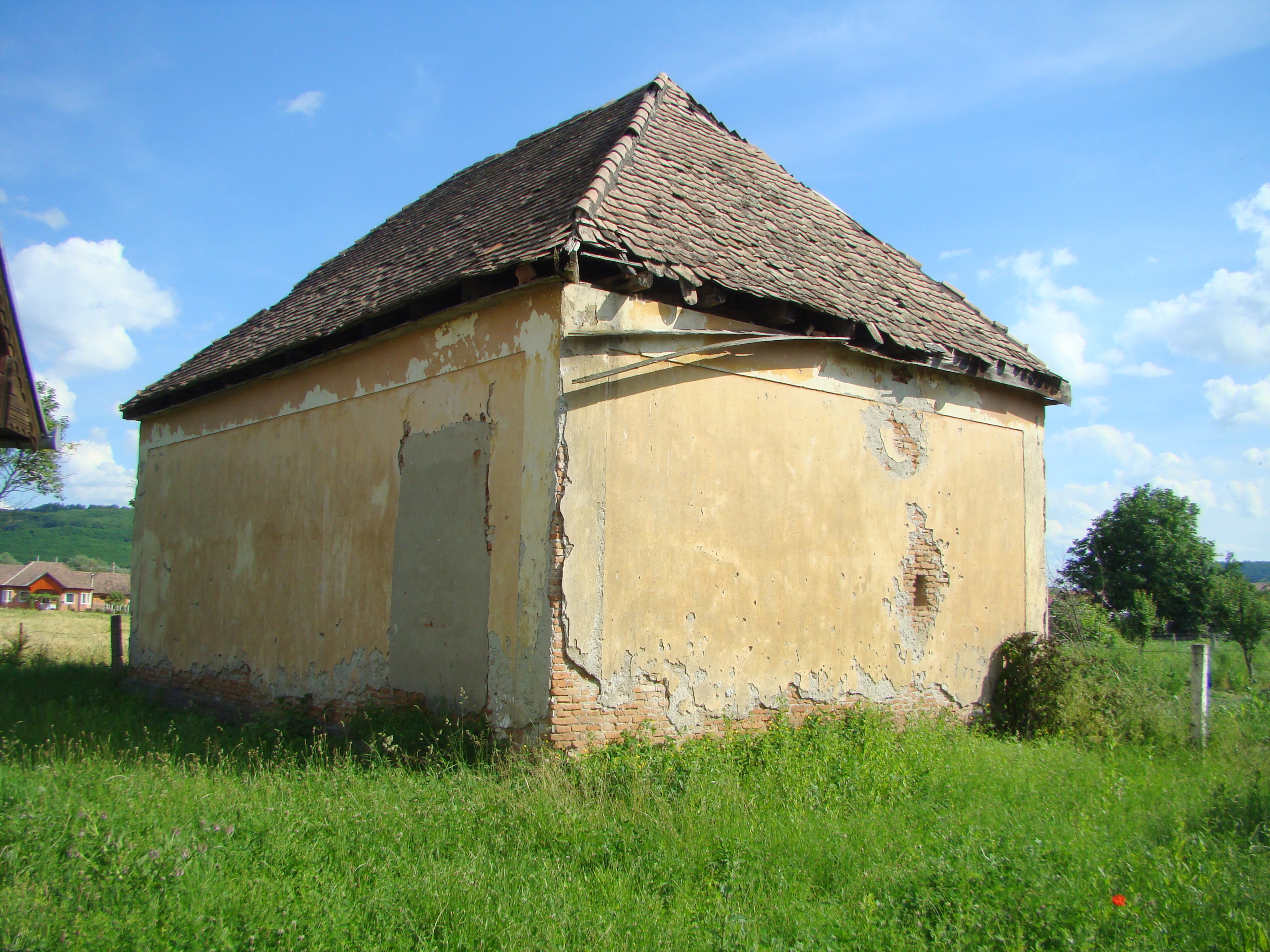
Fosta şcoală confesională (monument istoric)
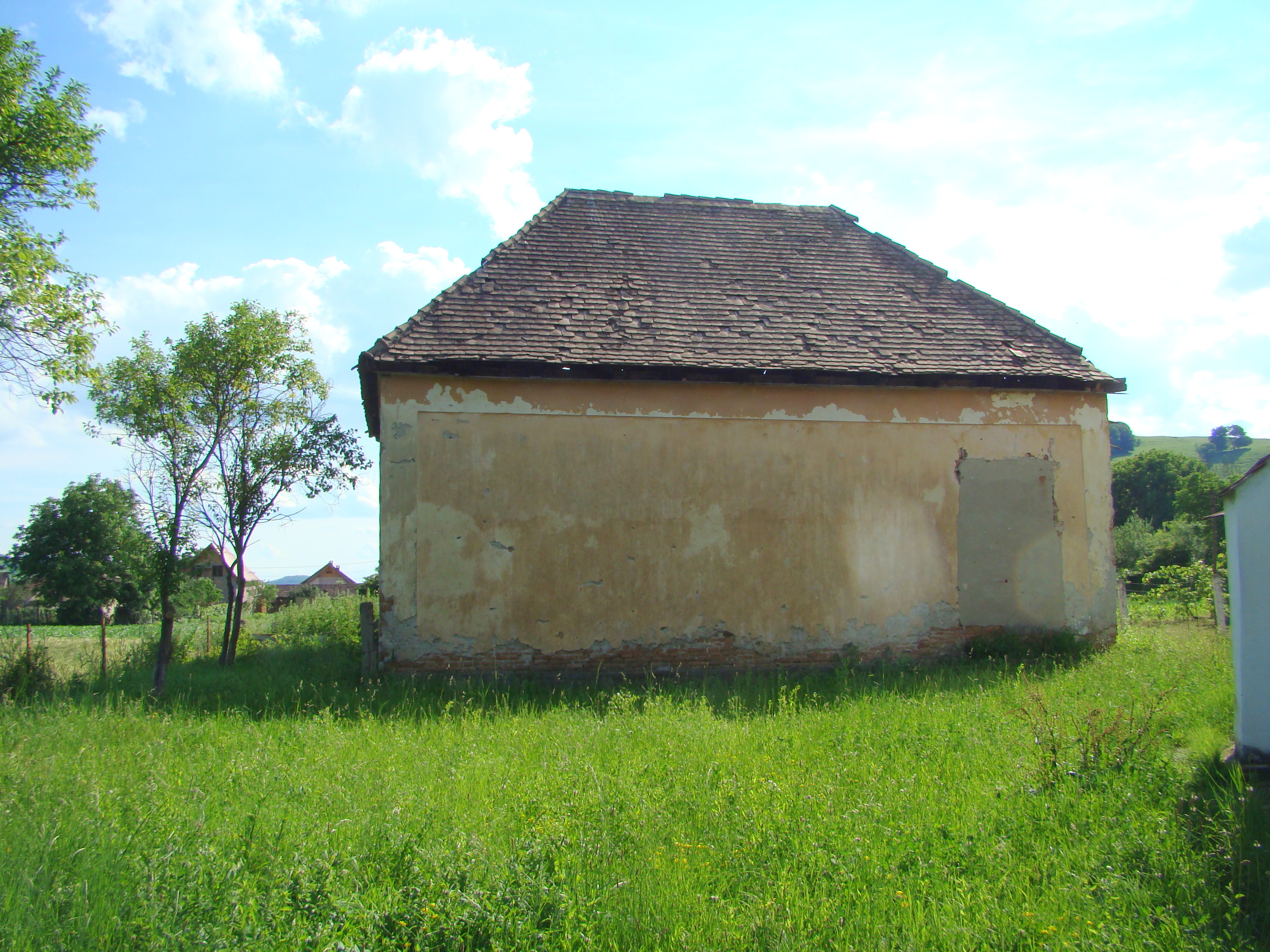
Fosta şcoală confesională (monument istoric)
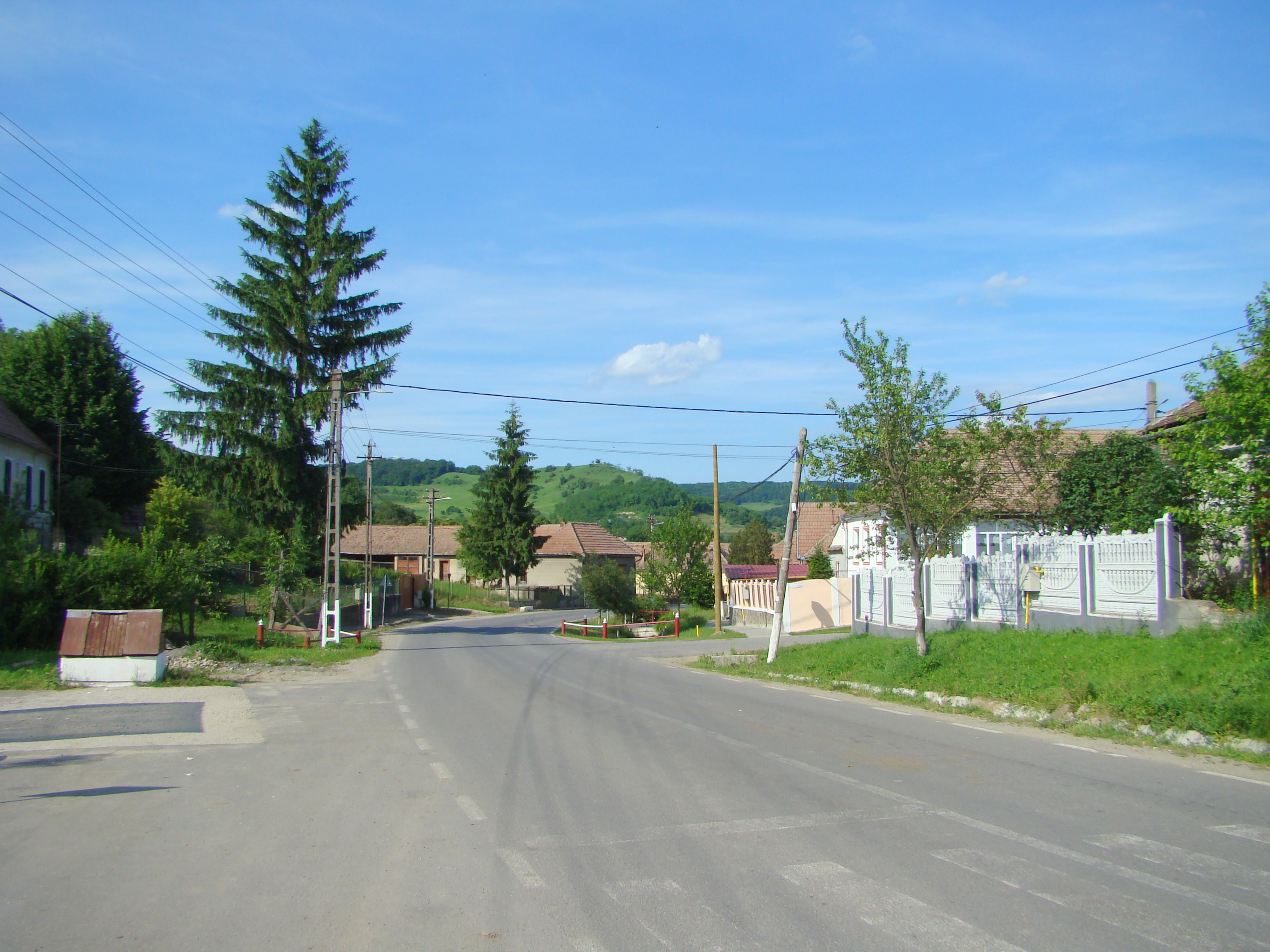
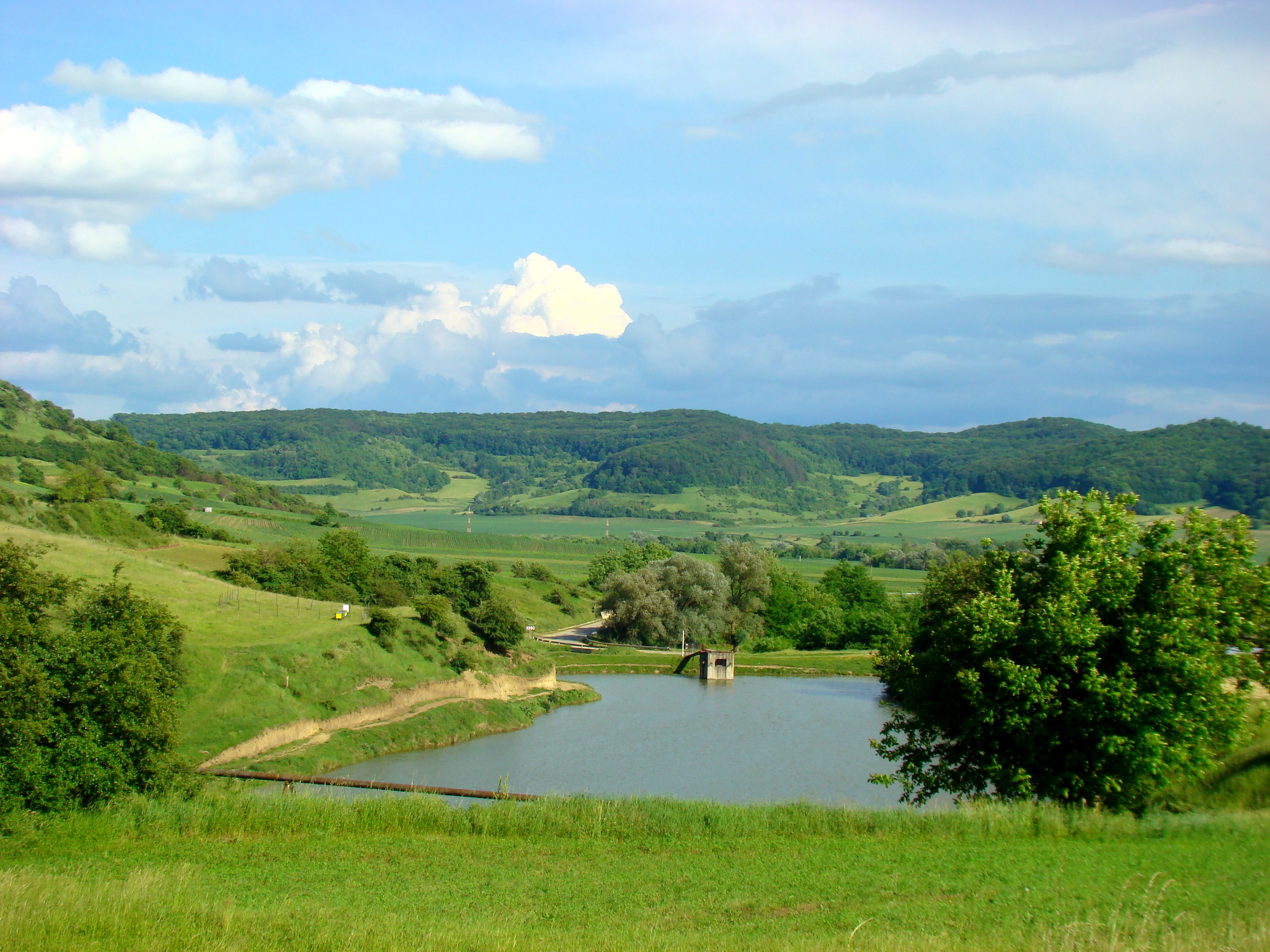